# イギリスグランプリ
イギリスグランプリ（イギリスGP, British Grand Prix）は、イギリスで行われるモータースポーツのレース。現在はF1のイベントとして開催されている。
1950年、F1世界選手権が初めて開催された際の第1戦がこのイギリスGPであり、F1の中ではもっとも伝統のあるレースのひとつである。
イギリス国内で行われた、イギリスGP以外の名称をもつF1レースも本項目で記述する。

## 概要
1926年に初開催され、1928年～1947年の中断を経て開催が続けられている。1950年以降は、同年に発足したF1に組み込まれ、F1において同一名称のグランプリが1年も欠かさず開催されているのは、このイギリスGPとイタリアGPのみである。
1950年にF1グランプリの第1戦として初開催された際にはシルバーストン・サーキットで行われた。以降、ブランズ・ハッチなどのサーキットでもイギリスGPは開催されたが、1987年以降はシルバーストンでの開催が続いている。
シルバーストンの施設の老朽化、タバコ広告禁止を含めた金銭的・興行的問題など多数の問題から、2010年はドニントンパーク・サーキットに開催が移ると一旦発表されたが、その後ドニントンパークのサーキット運営会社がコース改修資金の調達に失敗、F1開催が困難な状況となってしまった。そのため2010年以降もシルバーストンでの開催が継続する可能性が高くなり、2009年12月7日、シルバーストンにて2026年までのイギリスGP開催が決定した。
しかし、シルバーストン・サーキットのオーナーであるブリティッシュ・レーシング・ドライバーズ・クラブ（BRDC）は2017年のイギリスGP開催直前、開催費用の負担増加により経済的損失が大きくなりすぎることを理由に開催契約の解除条項を行使し、2019年まで契約が短縮されることになった。この間、ロンドン市街地での開催も検討されたが、契約が切れる2019年にシルバーストンと2024年までの開催契約が結ばれた。F1を経営するリバティメディアは引き続きロンドン市街地での開催の可能性を模索するとしていたが、2024年2月にシルバーストンと2034年までの開催契約が結ばれた。

## 特筆すべき過去のレース

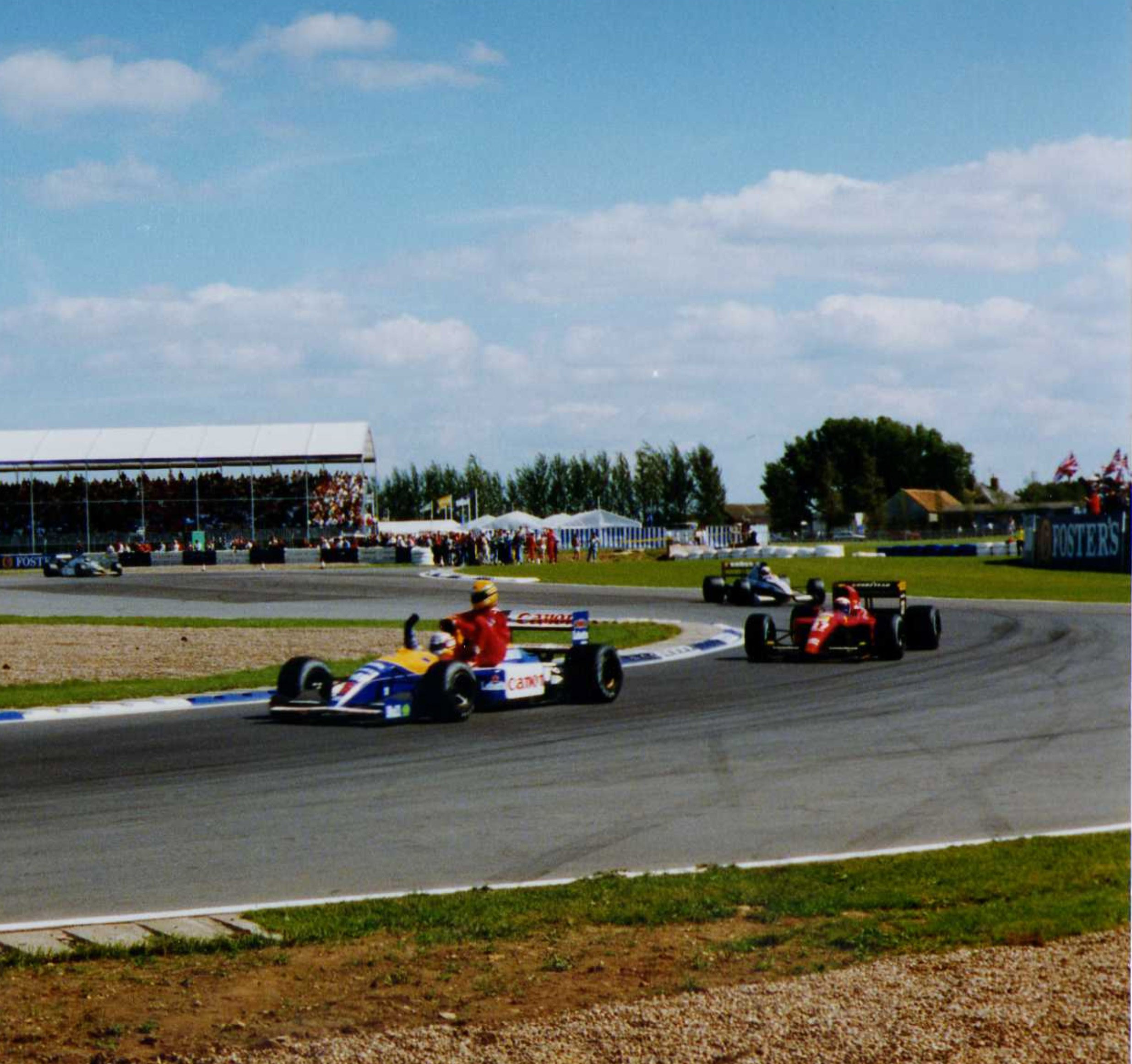
1991年のイギリスGPのウィニングラップの様子。予選1回目、予選2回目、PP、FL、そして1周から59周まで全てにおいてマンセルが1位を獲得した。セナはガス欠によりリタイアとなり、マンセルのマシンに掴まって勝利を祝うようにパドックへ戻っていった。

数多く開催されたイギリスGPの中でも、大きな出来事が起こった、または記念すべきレースをいくつか取り上げて紹介する。
- 1950年 - この年創設されたF1世界選手権の記念すべき第1戦として開催され、アルファロメオのジュゼッペ・ファリーナが優勝。以下4位までをアルファロメオが独占した。
- 1951年 - 前年から無敗を続けてきたアルファロメオを破り、フェラーリが初優勝した。チームオーナーのエンツォ・フェラーリは「私は母親を殺してしまった」との名言を残した。
- 1955年 - メルセデスに所属するスターリング・モスが地元でF1初優勝を達成。
- 1957年 - モスとトニー・ブルックスがマシンをシェアして優勝。イギリス人ドライバー2人とイギリス製マシン（ヴァンウォール）による記念すべき勝利となった。
- 1965年 - ジム・クラークがイギリスGP4連勝。
- 1968年 - ロブ・ウォーカー・レーシングチームのジョー・シフェールがロータス・49BでF1初優勝。同チームの優勝は1961年ドイツGPのモス以来7年ぶりで、かつ最後となった。
- 1973年 - レース2周目のホームストレートでジョディー・シェクターのマシンがスピン。コース上で動けなくなったマシンに8台のマシンが次々とクラッシュし、F1世界選手権では初めて赤旗でレースが中断されることとなった。この事故ではアンドレア・デ・アダミッチが脚の骨を折ってF1キャリアを断たれた。
- 1976年 - スタート直後の多重事故で赤旗再スタートとなり、中断中にマシンを修理したジェームス・ハントが優勝。しかし、フェラーリが異議を唱え、2ヵ月後にハントは失格処分となった[8]。
- 1979年 - ウィリアムズのクレイ・レガツォーニが優勝し、ウィリアムズが初優勝を達成。
- 1987年 - ホンダエンジンを使用するウィリアムズとロータスが1位から4位までを独占した。優勝したのはウィリアムズのナイジェル・マンセル、2位は同じくウィリアムズのネルソン・ピケ、3位はロータスのアイルトン・セナ、4位がロータスの中嶋悟であった。
- 1992年 - 圧倒的な戦闘力を誇るウィリアムズ・ルノーを駆り、ドライバーズランキングで首位を独走していたマンセルの凱旋レースというにふさわしかった。金曜日のフリー走行からの全てのセッションでマンセルがトップタイムを記録した。決勝レースでは全周回で首位を譲らず、2位のリカルド・パトレーゼに約40秒の差をつけて優勝。ファステストラップも記録しグランドスラムを達成した。
- 1994年 - ウィリアムズのデイモン・ヒルが地元優勝。ベネトンのミハエル・シューマッハは黒旗無視で失格となり、さらに2戦出場停止を命じられた。
- 1995年 - ジョニー・ハーバートがF1初勝利。
- 1999年 - フェラーリのシューマッハがブレーキトラブルでタイヤウォールに激突。右足を骨折し欠場を余儀なくされた。
- 2003年 - 決勝レース中、アイルランド出身の聖職者ニール・ホランが宗教的なメッセージが書かれたプラカードを掲げてコースに乱入。逮捕され禁固2か月の有罪判決を受けた。

- 2013年 - 土曜フリー走行でマクラーレンのセルジオ・ペレス、また決勝レースではメルセデスのルイス・ハミルトン、フェラーリのフェリペ・マッサ、トロ・ロッソのジャン＝エリック・ベルニュ、そしてペレスの左後輪タイヤが相次いでバーストを起こす異常事態。特にベルニュがバーストした際には直後にセーフティーカーまで入った[9][10]。これを受けてタイヤを独占供給しているピレリは原因の徹底調査を行い、タイヤを左右逆に付けたり、空気圧を低めにするなどの不適切な使用方法やサーキットの縁石が原因であると結論づけた[11]。しかし一方でピレリが国際自動車連盟（FIA）や各チームに無断でタイヤの構造変更を行った、との報道もされている[12]。
- 2017年 - ハミルトンがクラーク以来のイギリスGP4連勝をグランドスラムで達成。また、イギリスGPにおける通算勝利数もクラークとアラン・プロストに並んだ[13]。
- 2019年 - ハミルトンがチームメイトのバルテリ・ボッタスに勝ち、イギリスGP単独トップとなる通算6勝目を達成。
- 2020年 - ハミルトンが最終ラップで左フロントタイヤがパンクするアクシデントに見舞われ3輪走行を強いられたが、その状態のままリードを守りきって優勝した[14]。
- 2021年 - F1史上初のスプリントレース形式による予選はマックス・フェルスタッペンが制してポールポジションを獲得するが[15]、決勝は1周目でハミルトンと接触してコース外に押し出されてタイヤバリアにクラッシュ、リタイアに終わった。このアクシデントにより赤旗が出されてレースは中断。ハミルトンはレース再開後に10秒のタイムペナルティが科せられたが、先述のアクシデントに乗じてトップに立ったシャルル・ルクレールをレース終盤にパスして逆転優勝を果たした[16]。
- 2024年 - レース中に雨が降る難しいコンディションの中、ハミルトンが2021年サウジアラビアGP以来3年ぶりの勝利を母国グランプリで挙げた[17]。
- 2025年 - ランド・ノリスが母国グランプリ初勝利を挙げ、キック・ザウバーのニコ・ヒュルケンベルグが雨の混乱をかいくぐって3位に入り、239戦目の出走で初めて表彰台に立った[18]。

## 過去の結果と開催サーキット
- ピンク地はF1世界選手権以外で開催された年。
- グリーン地は第二次世界大戦前に行われていた世界マニュファクチャラーズ選手権（英語版）[注 2]の一戦として開催された年。ラウンドの数字は同選手権のもの。

### F1世界選手権レース開催前（1926年-1949年）
| 年          | 決勝日     | ラウンド   | サーキット     | 勝者                                | コンストラクター | 結果       |
| ----------- | ---------- | ---------- | -------------- | ----------------------------------- | ---------------- | ---------- |
| 1926        | 08月07日   | 4          | ブルックランズ | ロベール・セネシャル ルイ・ワグネル | ドラージュ       | 詳細       |
| 1927        | 10月01日   | 5          | ブルックランズ | ロベール・ブノワ                    | ドラージュ       | 詳細       |
| 1928 - 1947 | 開催されず | 開催されず | 開催されず     | 開催されず                          | 開催されず       | 開催されず |
| 1948        | 10月02日   | 非選手権   | シルバーストン | ルイジ・ヴィッロレージ              | マセラティ       | 詳細       |
| 1949        | 05月14日   | 非選手権   | シルバーストン | エマヌエル・ド・グラッフェンリード  | マセラティ       | 詳細       |

### F1世界選手権レース開催後（1950年以降）
| 年   | 決勝日  | ラウンド | サーキット       | 勝者                                  | コンストラクター                               | 結果 |
| ---- | ------- | -------- | ---------------- | ------------------------------------- | ---------------------------------------------- | ---- |
| 1950 | 5月13日 | 1        | シルバーストン   | ジュゼッペ・ファリーナ                | アルファロメオ                                 | 詳細 |
| 1951 | 7月14日 | 5        | シルバーストン   | ホセ・フロイラン・ゴンザレス          | フェラーリ                                     | 詳細 |
| 1952 | 7月19日 | 5        | シルバーストン   | アルベルト・アスカリ                  | フェラーリ                                     | 詳細 |
| 1953 | 7月18日 | 6        | シルバーストン   | アルベルト・アスカリ                  | フェラーリ                                     | 詳細 |
| 1954 | 7月17日 | 5        | シルバーストン   | ホセ・フロイラン・ゴンザレス          | フェラーリ                                     | 詳細 |
| 1955 | 7月16日 | 6        | エイントリー     | スターリング・モス                    | メルセデス                                     | 詳細 |
| 1956 | 7月14日 | 6        | シルバーストン   | ファン・マヌエル・ファンジオ          | フェラーリ                                     | 詳細 |
| 1957 | 7月20日 | 5        | エイントリー     | トニー・ブルックス スターリング・モス | ヴァンウォール                                 | 詳細 |
| 1958 | 7月19日 | 7        | シルバーストン   | ピーター・コリンズ                    | フェラーリ                                     | 詳細 |
| 1959 | 7月18日 | 5        | エイントリー     | ジャック・ブラバム                    | クーパー-クライマックス                        | 詳細 |
| 1960 | 7月16日 | 7        | シルバーストン   | ジャック・ブラバム                    | クーパー-クライマックス                        | 詳細 |
| 1961 | 7月15日 | 5        | エイントリー     | ヴォルフガング・フォン・トリップス    | フェラーリ                                     | 詳細 |
| 1962 | 7月21日 | 5        | エイントリー     | ジム・クラーク                        | ロータス-クライマックス                        | 詳細 |
| 1963 | 7月20日 | 5        | シルバーストン   | ジム・クラーク                        | ロータス-クライマックス                        | 詳細 |
| 1964 | 7月11日 | 5        | ブランズ・ハッチ | ジム・クラーク                        | ロータス-クライマックス                        | 詳細 |
| 1965 | 7月10日 | 5        | シルバーストン   | ジム・クラーク                        | ロータス-クライマックス                        | 詳細 |
| 1966 | 7月16日 | 4        | ブランズ・ハッチ | ジャック・ブラバム                    | ブラバム-レプコ                                | 詳細 |
| 1967 | 7月15日 | 6        | シルバーストン   | ジム・クラーク                        | ロータス-フォード                              | 詳細 |
| 1968 | 7月20日 | 7        | ブランズ・ハッチ | ジョー・シフェール                    | ロータス-フォード （ロブ・ウォーカー）         | 詳細 |
| 1969 | 7月19日 | 6        | シルバーストン   | ジャッキー・スチュワート              | マトラ-フォード （マトラ・インターナショナル） | 詳細 |
| 1970 | 7月18日 | 7        | ブランズ・ハッチ | ヨッヘン・リント                      | ロータス-フォード                              | 詳細 |
| 1971 | 7月17日 | 6        | シルバーストン   | ジャッキー・スチュワート              | ティレル-フォード                              | 詳細 |
| 1972 | 7月15日 | 7        | ブランズ・ハッチ | エマーソン・フィッティパルディ        | ロータス-フォード                              | 詳細 |
| 1973 | 7月14日 | 9        | シルバーストン   | ピーター・レブソン                    | マクラーレン-フォード                          | 詳細 |
| 1974 | 7月20日 | 10       | ブランズ・ハッチ | ジョディー・シェクター                | ティレル-フォード                              | 詳細 |
| 1975 | 7月19日 | 10       | シルバーストン   | エマーソン・フィッティパルディ        | マクラーレン-フォード                          | 詳細 |
| 1976 | 7月18日 | 9        | ブランズ・ハッチ | ニキ・ラウダ                          | フェラーリ                                     | 詳細 |
| 1977 | 7月17日 | 10       | シルバーストン   | ジェームス・ハント                    | マクラーレン-フォード                          | 詳細 |
| 1978 | 7月16日 | 10       | ブランズ・ハッチ | カルロス・ロイテマン                  | フェラーリ                                     | 詳細 |
| 1979 | 7月15日 | 9        | シルバーストン   | クレイ・レガツォーニ                  | ウィリアムズ-フォード                          | 詳細 |
| 1980 | 7月13日 | 8        | ブランズ・ハッチ | アラン・ジョーンズ                    | ウィリアムズ-フォード                          | 詳細 |
| 1981 | 7月19日 | 9        | シルバーストン   | ジョン・ワトソン                      | マクラーレン-フォード                          | 詳細 |
| 1982 | 7月18日 | 10       | ブランズ・ハッチ | ニキ・ラウダ                          | マクラーレン-フォード                          | 詳細 |
| 1983 | 7月17日 | 9        | シルバーストン   | アラン・プロスト                      | ルノー                                         | 詳細 |
| 1984 | 7月22日 | 10       | ブランズ・ハッチ | ニキ・ラウダ                          | マクラーレン-TAG                               | 詳細 |
| 1985 | 7月21日 | 8        | シルバーストン   | アラン・プロスト                      | マクラーレン-TAG                               | 詳細 |
| 1986 | 7月13日 | 9        | ブランズ・ハッチ | ナイジェル・マンセル                  | ウィリアムズ-ホンダ                            | 詳細 |
| 1987 | 7月12日 | 7        | シルバーストン   | ナイジェル・マンセル                  | ウィリアムズ-ホンダ                            | 詳細 |
| 1988 | 7月10日 | 8        | シルバーストン   | アイルトン・セナ                      | マクラーレン-ホンダ                            | 詳細 |
| 1989 | 7月16日 | 8        | シルバーストン   | アラン・プロスト                      | マクラーレン-ホンダ                            | 詳細 |
| 1990 | 7月15日 | 8        | シルバーストン   | アラン・プロスト                      | フェラーリ                                     | 詳細 |
| 1991 | 7月14日 | 8        | シルバーストン   | ナイジェル・マンセル                  | ウィリアムズ-ルノー                            | 詳細 |
| 1992 | 7月12日 | 9        | シルバーストン   | ナイジェル・マンセル                  | ウィリアムズ-ルノー                            | 詳細 |
| 1993 | 7月11日 | 9        | シルバーストン   | アラン・プロスト                      | ウィリアムズ-ルノー                            | 詳細 |
| 1994 | 7月10日 | 8        | シルバーストン   | デイモン・ヒル                        | ウィリアムズ-ルノー                            | 詳細 |
| 1995 | 7月16日 | 8        | シルバーストン   | ジョニー・ハーバート                  | ベネトン-ルノー                                | 詳細 |
| 1996 | 7月14日 | 10       | シルバーストン   | ジャック・ヴィルヌーヴ                | ウィリアムズ-ルノー                            | 詳細 |
| 1997 | 7月13日 | 9        | シルバーストン   | ジャック・ヴィルヌーヴ                | ウィリアムズ-ルノー                            | 詳細 |
| 1998 | 7月12日 | 9        | シルバーストン   | ミハエル・シューマッハ                | フェラーリ                                     | 詳細 |
| 1999 | 7月11日 | 8        | シルバーストン   | デビッド・クルサード                  | マクラーレン-メルセデス                        | 詳細 |
| 2000 | 4月23日 | 4        | シルバーストン   | デビッド・クルサード                  | マクラーレン-メルセデス                        | 詳細 |
| 2001 | 7月15日 | 11       | シルバーストン   | ミカ・ハッキネン                      | マクラーレン-メルセデス                        | 詳細 |
| 2002 | 7月07日 | 10       | シルバーストン   | ミハエル・シューマッハ                | フェラーリ                                     | 詳細 |
| 2003 | 7月20日 | 11       | シルバーストン   | ルーベンス・バリチェロ                | フェラーリ                                     | 詳細 |
| 2004 | 7月11日 | 11       | シルバーストン   | ミハエル・シューマッハ                | フェラーリ                                     | 詳細 |
| 2005 | 7月10日 | 11       | シルバーストン   | ファン・パブロ・モントーヤ            | マクラーレン-メルセデス                        | 詳細 |
| 2006 | 6月11日 | 8        | シルバーストン   | フェルナンド・アロンソ                | ルノー                                         | 詳細 |
| 2007 | 7月08日 | 9        | シルバーストン   | キミ・ライコネン                      | フェラーリ                                     | 詳細 |
| 2008 | 7月06日 | 9        | シルバーストン   | ルイス・ハミルトン                    | マクラーレン-メルセデス                        | 詳細 |
| 2009 | 6月21日 | 8        | シルバーストン   | セバスチャン・ベッテル                | レッドブル-ルノー                              | 詳細 |
| 2010 | 7月11日 | 10       | シルバーストン   | マーク・ウェバー                      | レッドブル-ルノー                              | 詳細 |
| 2011 | 7月10日 | 9        | シルバーストン   | フェルナンド・アロンソ                | フェラーリ                                     | 詳細 |
| 2012 | 7月08日 | 9        | シルバーストン   | マーク・ウェバー                      | レッドブル-ルノー                              | 詳細 |
| 2013 | 6月30日 | 8        | シルバーストン   | ニコ・ロズベルグ                      | メルセデス                                     | 詳細 |
| 2014 | 7月06日 | 9        | シルバーストン   | ルイス・ハミルトン                    | メルセデス                                     | 詳細 |
| 2015 | 7月05日 | 9        | シルバーストン   | ルイス・ハミルトン                    | メルセデス                                     | 詳細 |
| 2016 | 7月10日 | 10       | シルバーストン   | ルイス・ハミルトン                    | メルセデス                                     | 詳細 |
| 2017 | 7月16日 | 10       | シルバーストン   | ルイス・ハミルトン                    | メルセデス                                     | 詳細 |
| 2018 | 7月08日 | 10       | シルバーストン   | セバスチャン・ベッテル                | フェラーリ                                     | 詳細 |
| 2019 | 7月14日 | 10       | シルバーストン   | ルイス・ハミルトン                    | メルセデス                                     | 詳細 |
| 2020 | 8月02日 | 4        | シルバーストン   | ルイス・ハミルトン                    | メルセデス                                     | 詳細 |
| 2021 | 7月18日 | 10       | シルバーストン   | ルイス・ハミルトン                    | メルセデス                                     | 詳細 |
| 2022 | 7月03日 | 10       | シルバーストン   | カルロス・サインツ                    | フェラーリ                                     | 詳細 |
| 2023 | 7月09日 | 11       | シルバーストン   | マックス・フェルスタッペン            | レッドブル-ホンダ・RBPT                        | 詳細 |
| 2024 | 7月07日 | 12       | シルバーストン   | ルイス・ハミルトン                    | メルセデス                                     | 詳細 |
| 2025 | 7月06日 | 12       | シルバーストン   | ランド・ノリス                        | マクラーレン-メルセデス                        | 詳細 |

### 開催されたサーキット

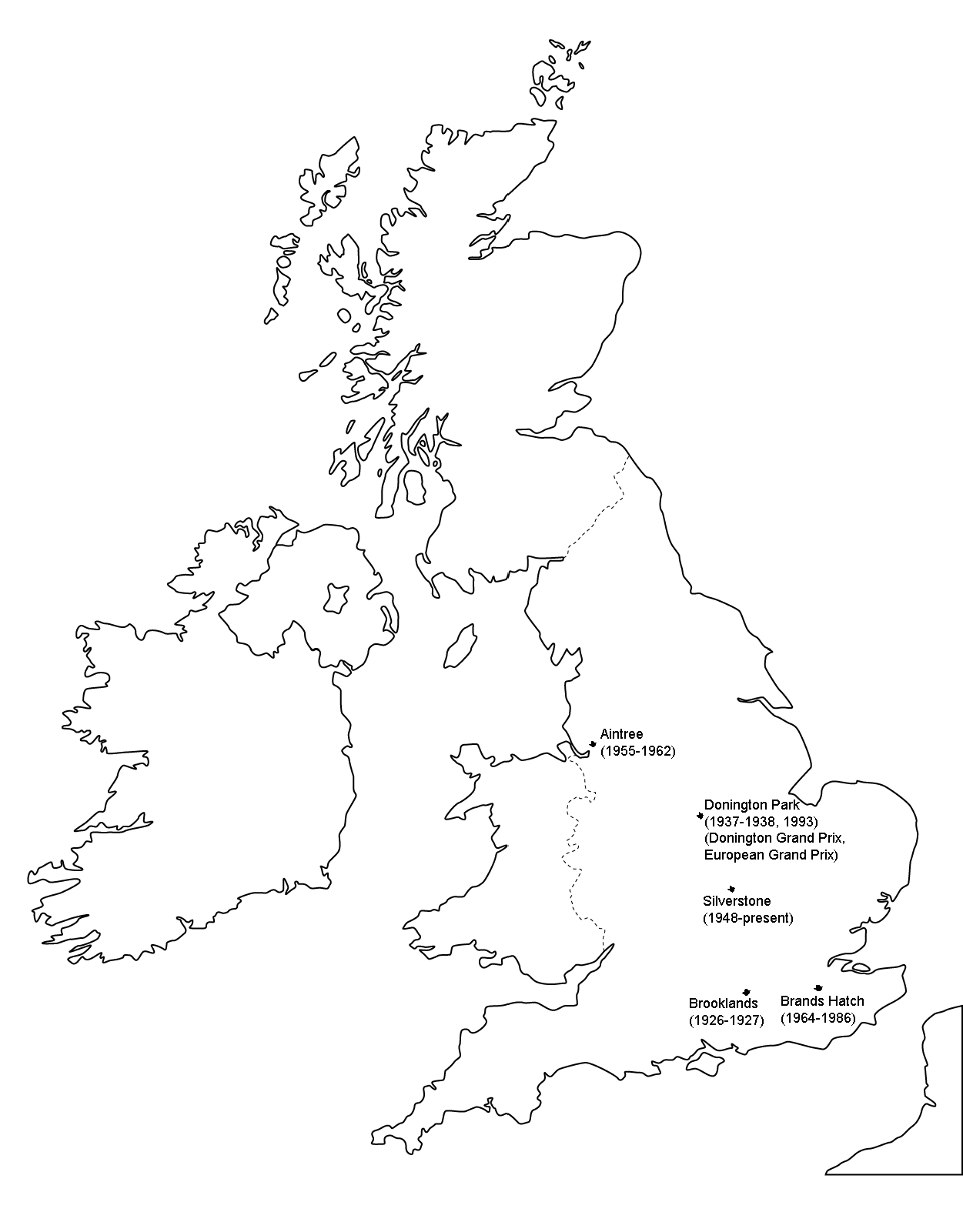
イギリスGPが開催されたサーキット

初開催の1926年と翌1927年はブルックランズで開催され、1928年～1947年の20年間は開催されなかったものの、1948年に場所をシルバーストンに変えて再び開催され、以降も時折開催地を変えながら現在まで毎年欠かさず開催されている。
1948年～1954年まではシルバーストンで行われた。1955・1957・1959・1961・1962年の5回はエイントリーで、1956・1958・1960・1963年はシルバーストンで開催された。
エイントリーでF1が開催されなくなって以降は、1964年から1986年までは偶数年がブランズ・ハッチ、奇数年がシルバーストン・サーキットで交互に開催されていたが、1987年以降はシルバーストン・サーキットで開催されている。
1983年・1985年・1993年・2020年には、イギリス内でイギリスGPではない名称のグランプリが、イギリスGPと併催されている。詳細は後述の#イギリスグランプリ以外のF1レースを参照のこと。

ブルックランズ（1926-1927）
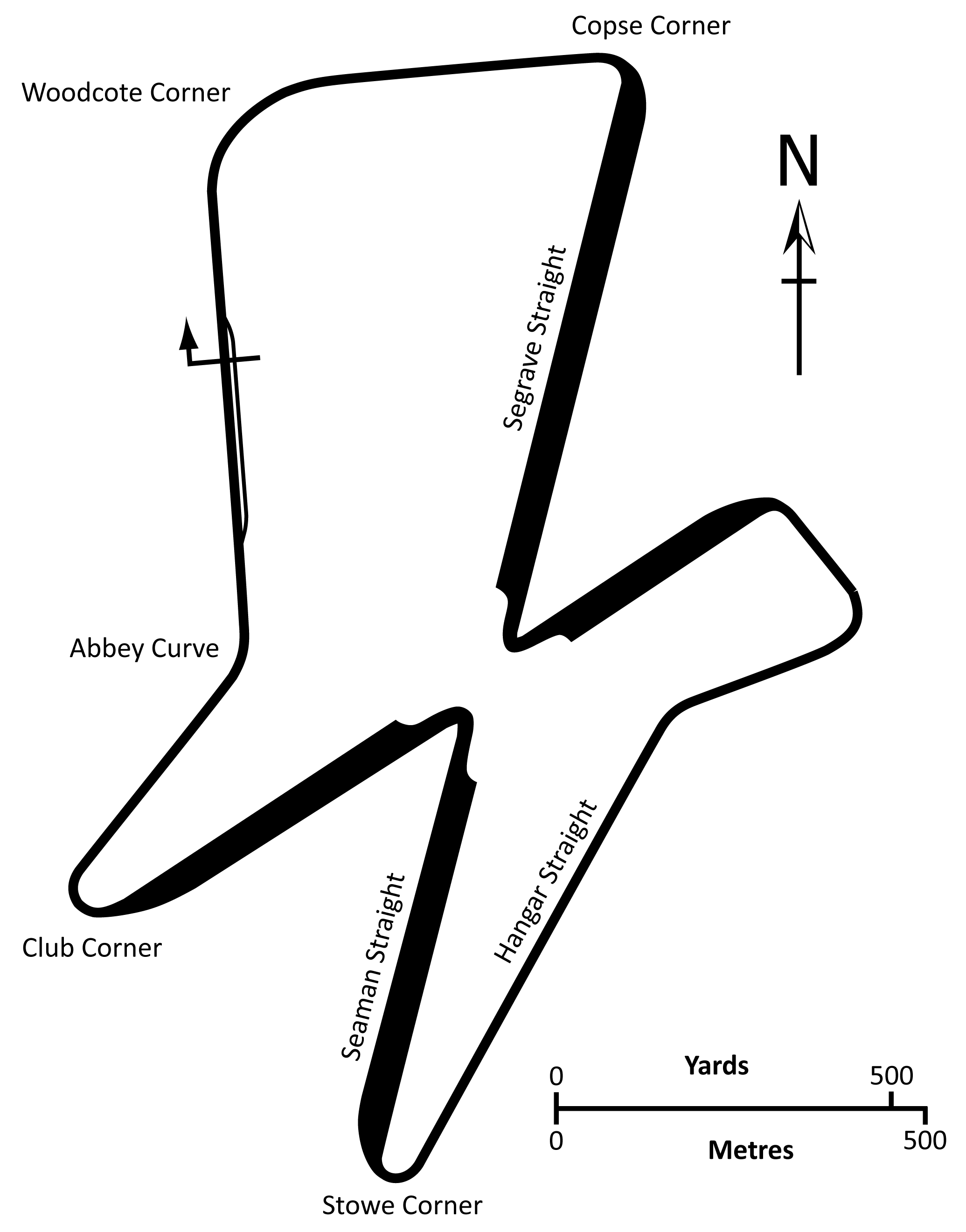
シルバーストン（1948）
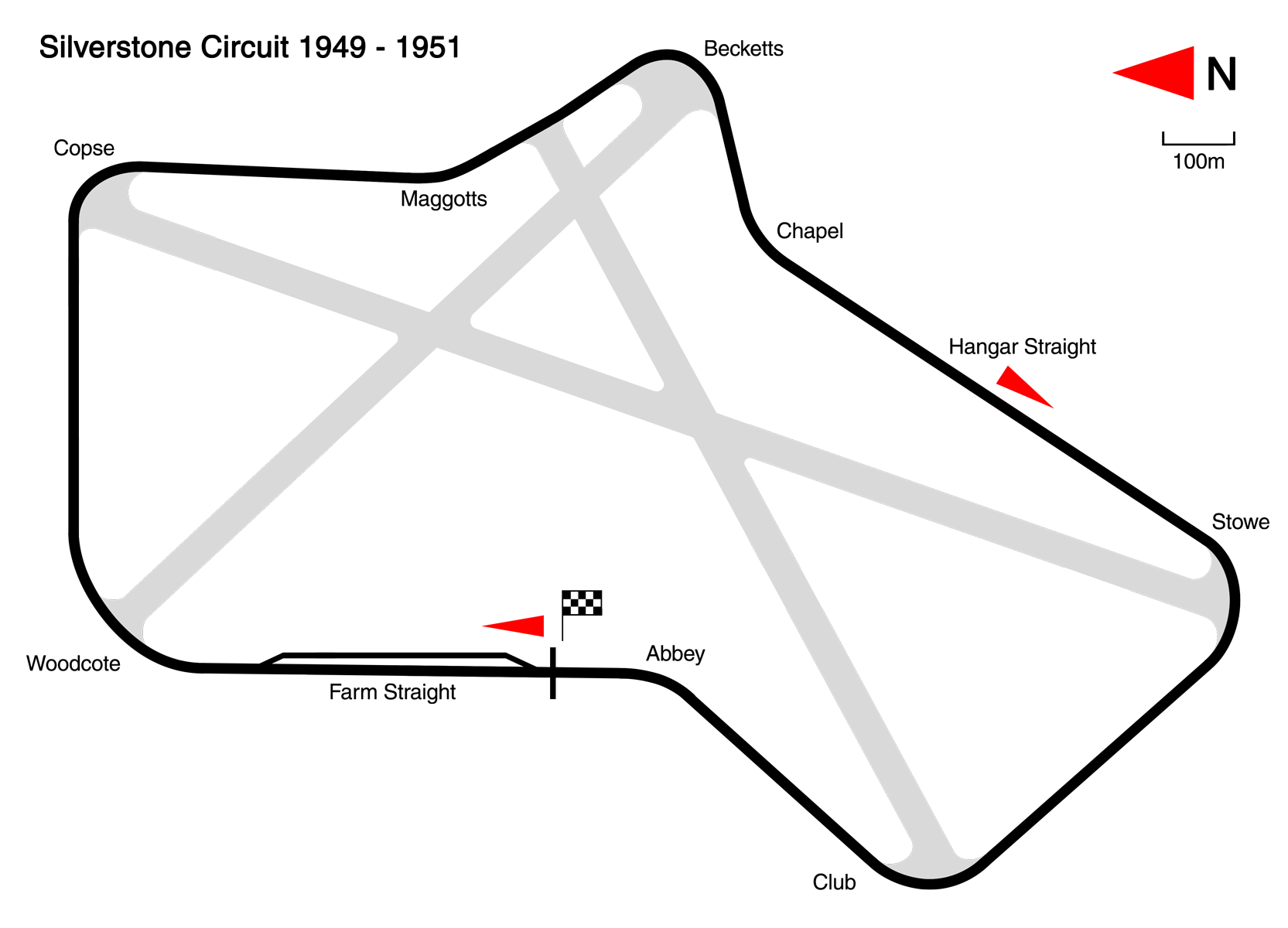
シルバーストン（1949-1951）
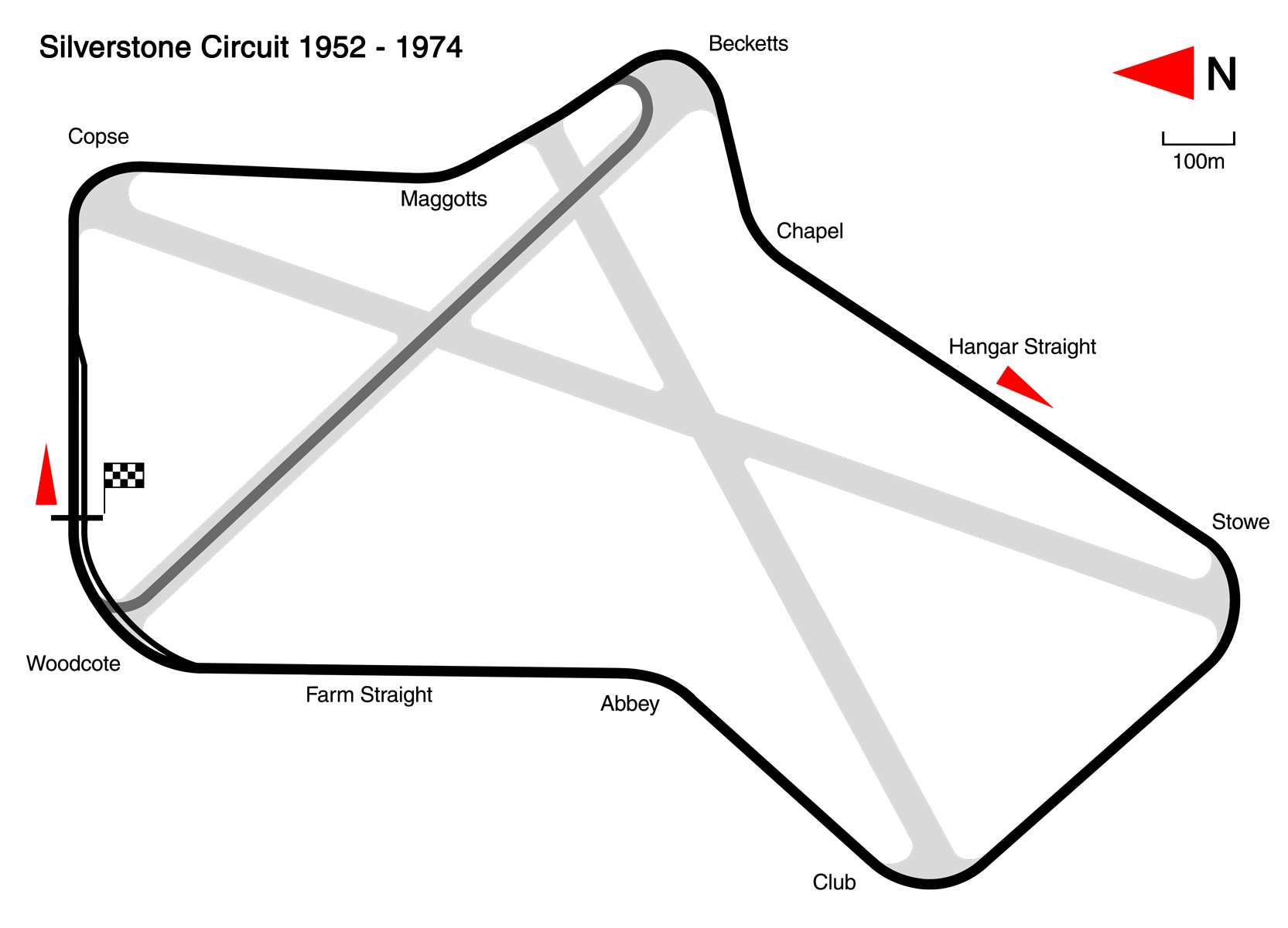
シルバーストン（1952-1973[注 3]）
エイントリー（1955-1962[注 4]）
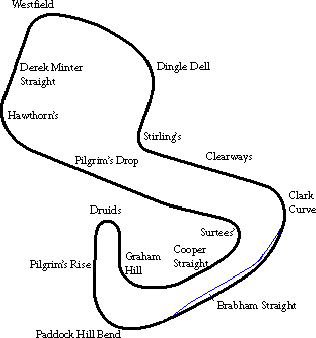
ブランズ・ハッチ（1964-1986[注 4]）
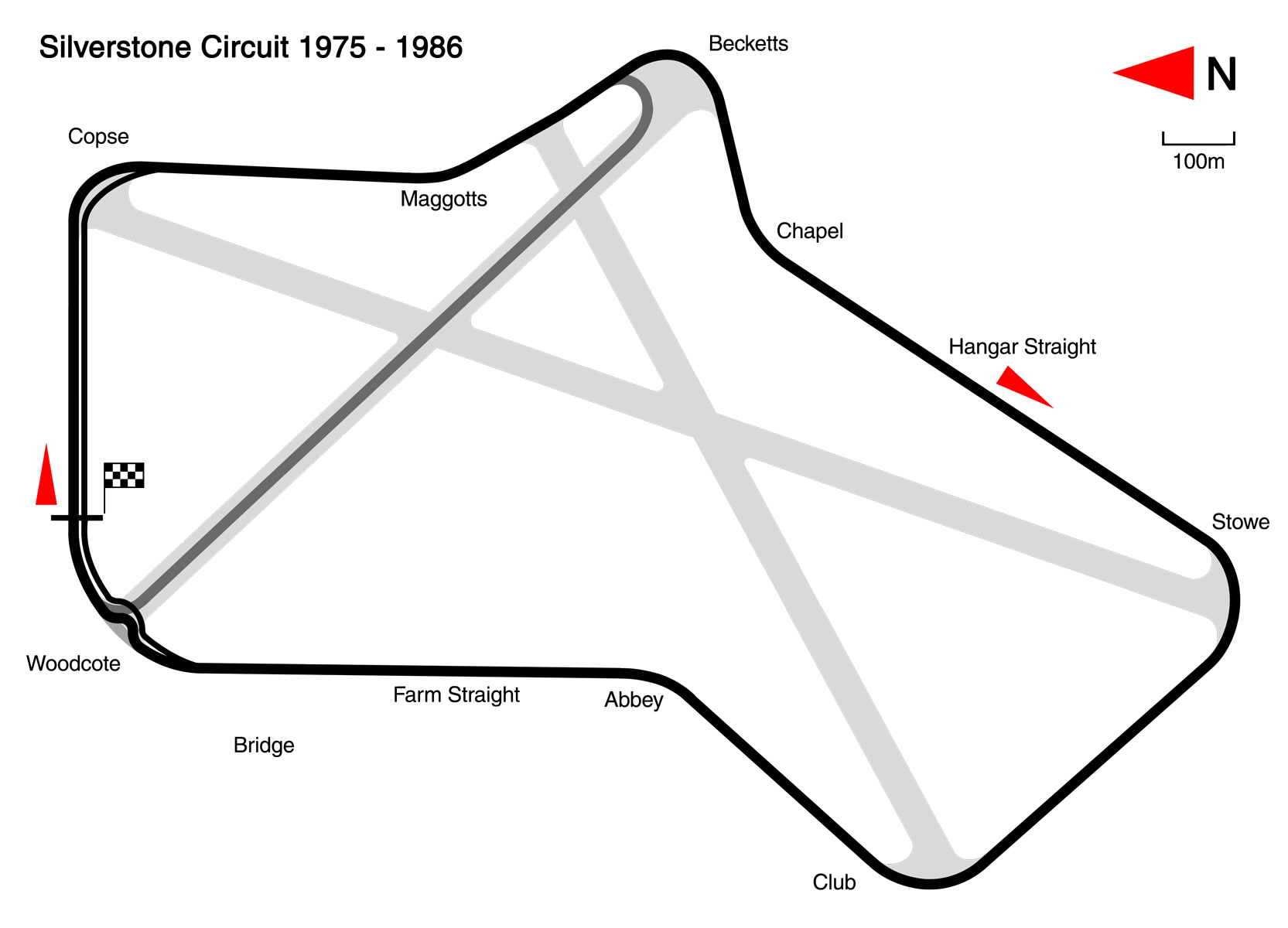
シルバーストン（1975-1985[注 5]）
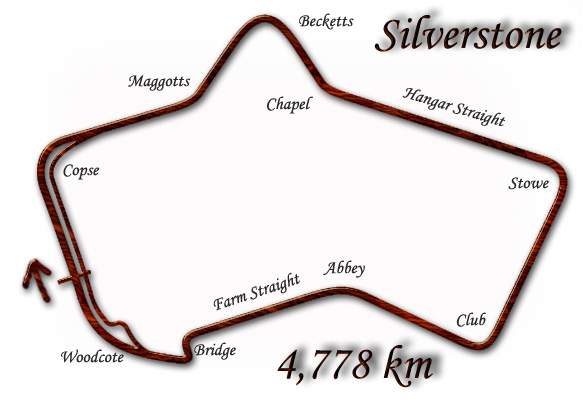
シルバーストン（1987-1990）
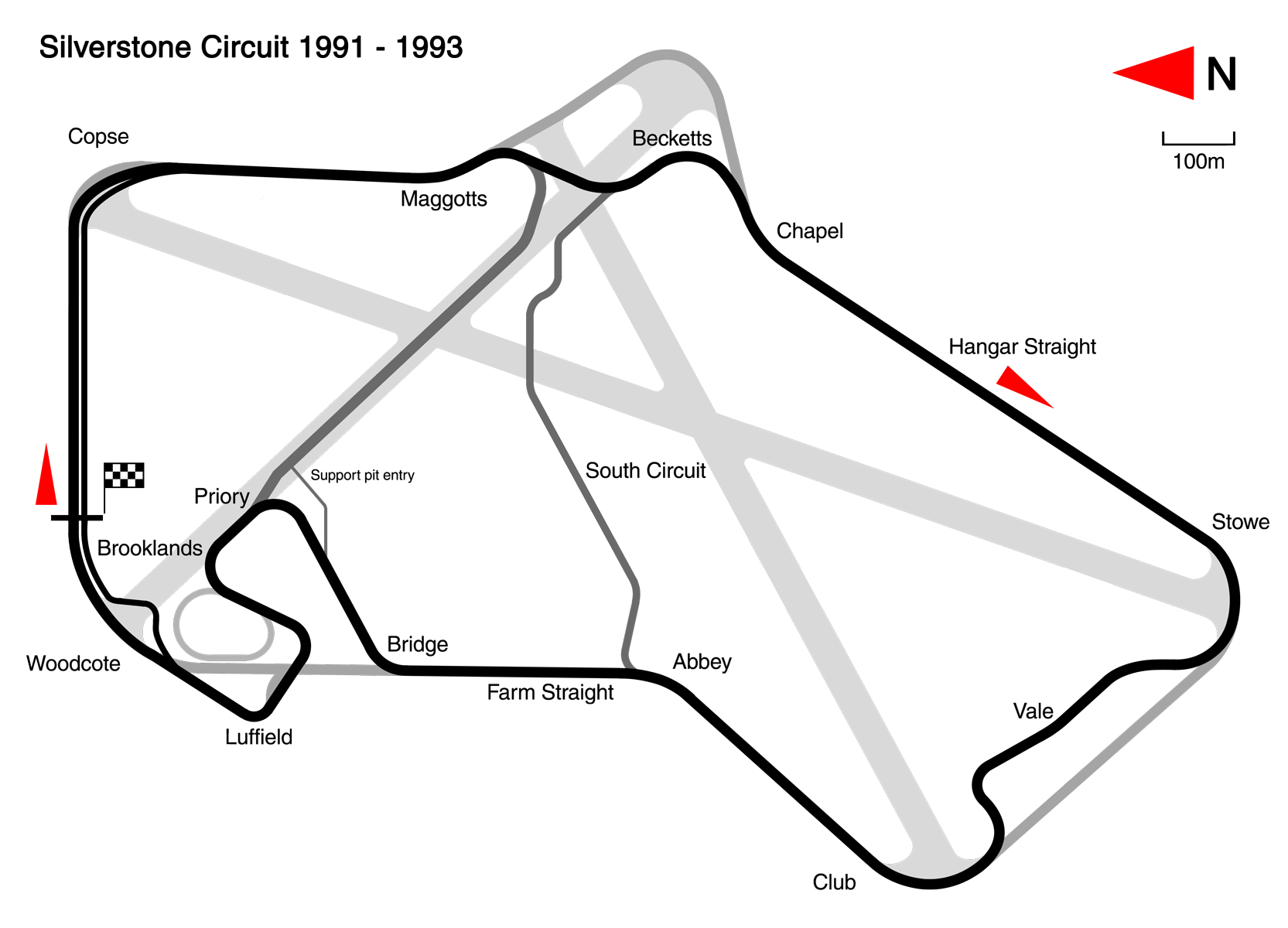
シルバーストン（1991-1993）
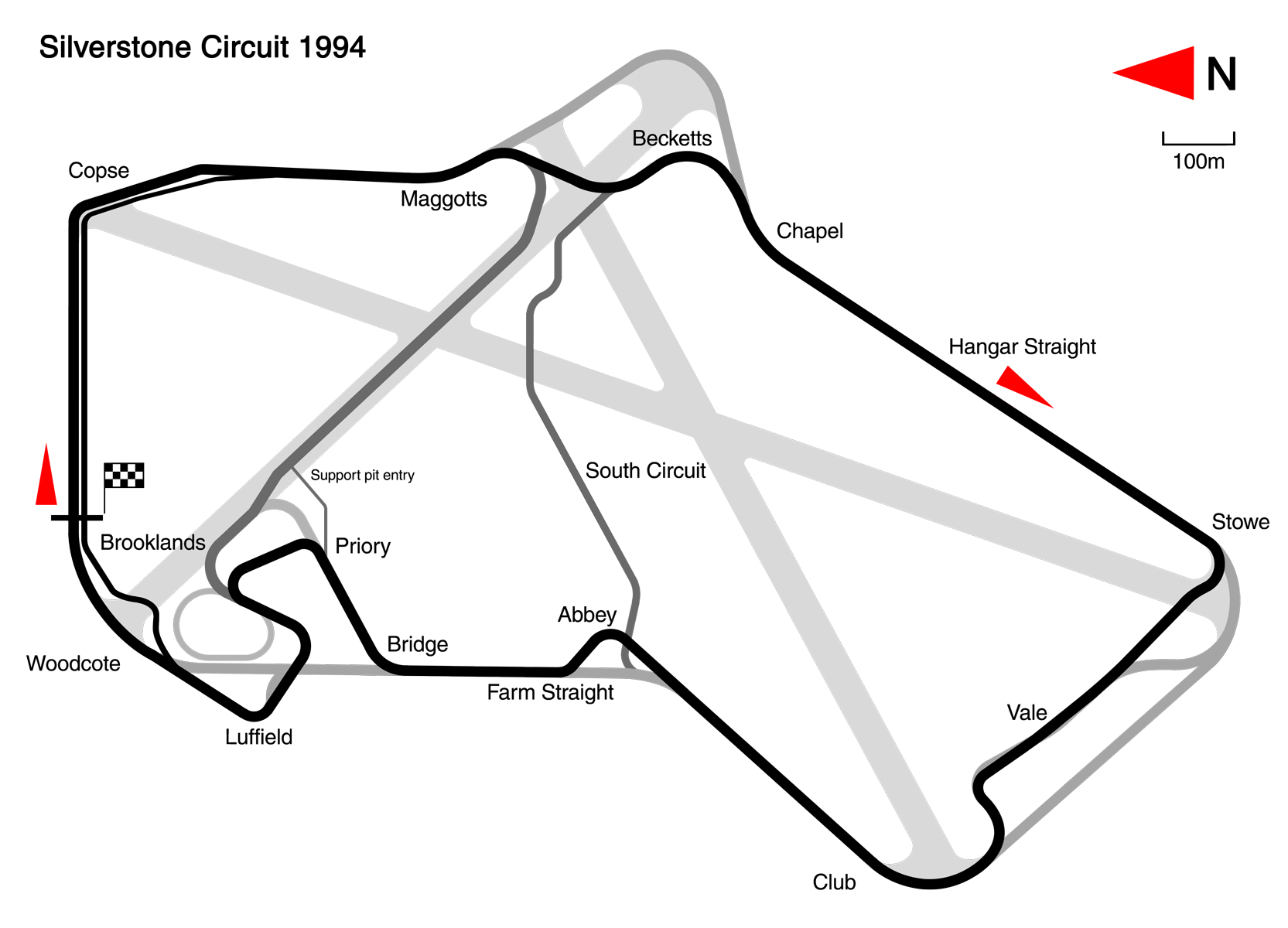
シルバーストン（1994-1995）
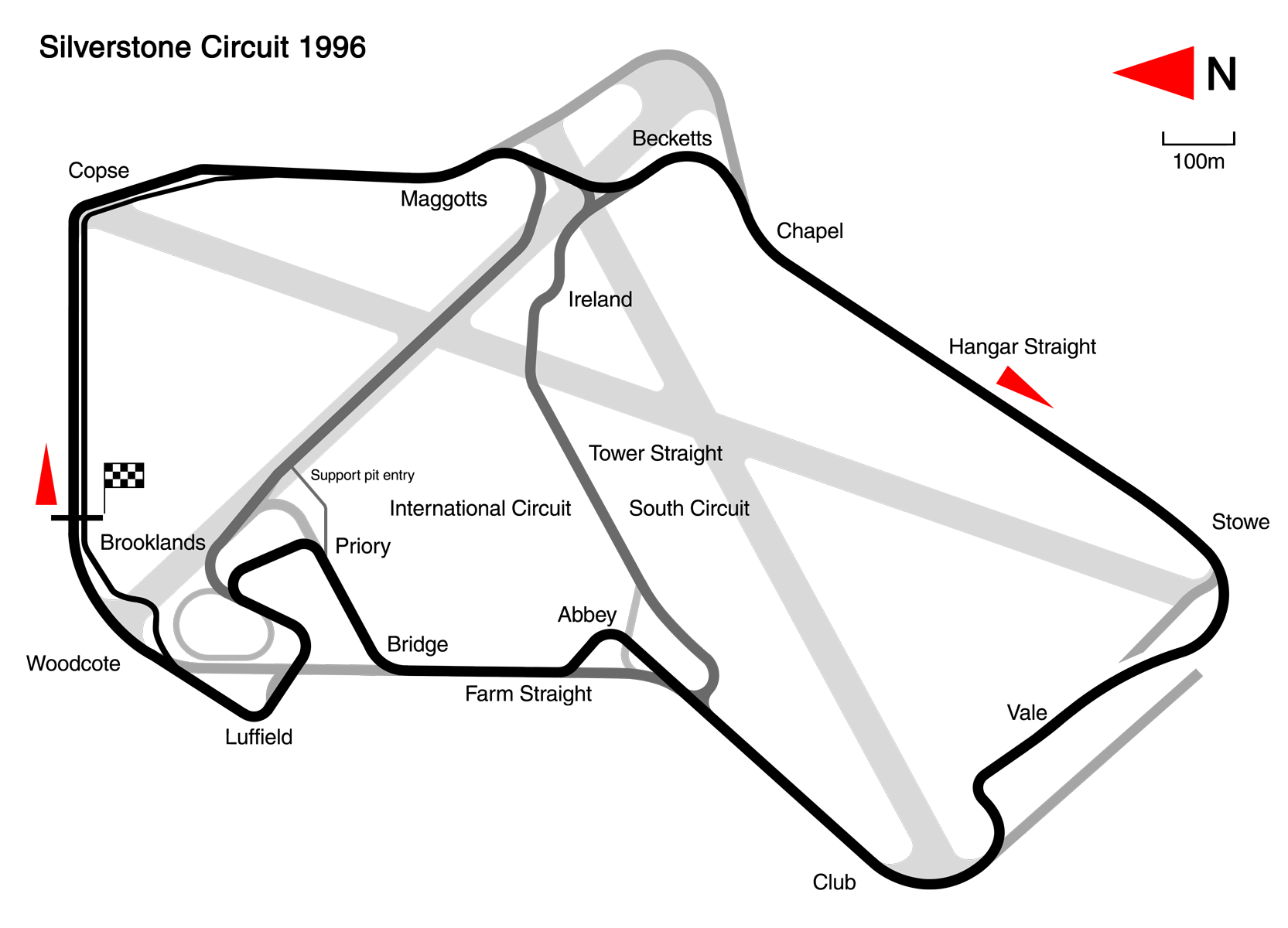
シルバーストン（1996）
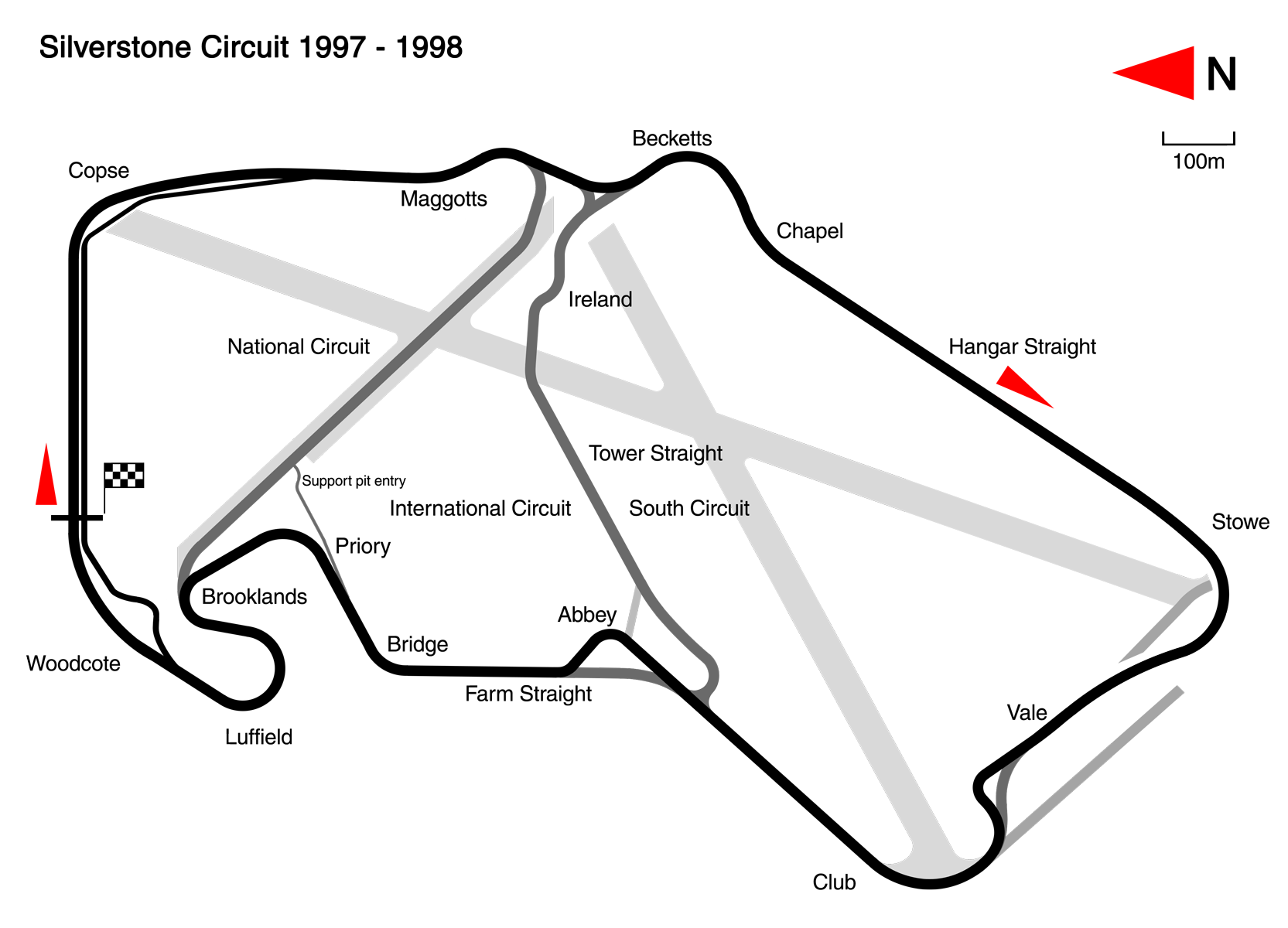
シルバーストン（1997-1999）
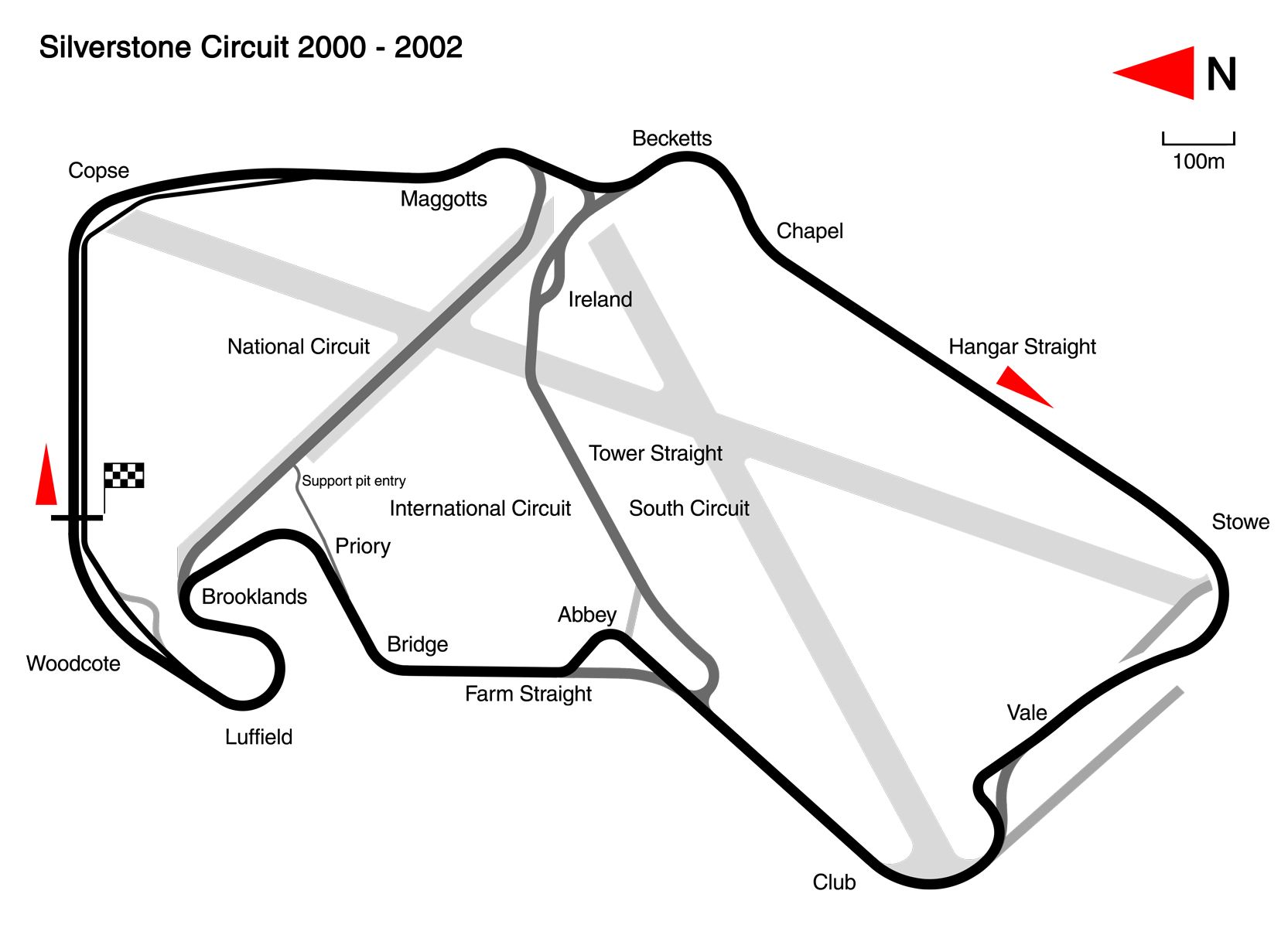
シルバーストン（2000-2003）
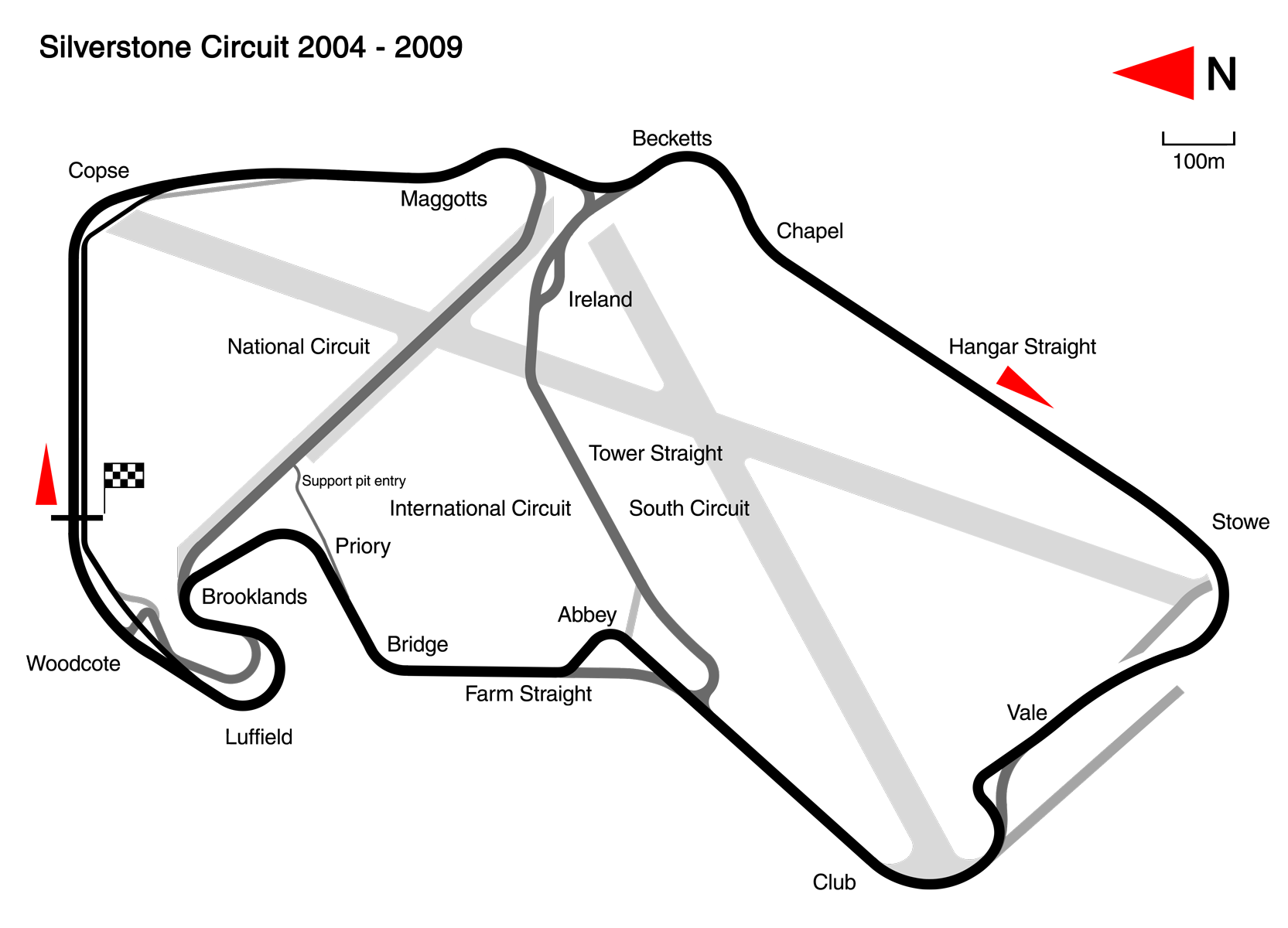
シルバーストン（2004-2009）
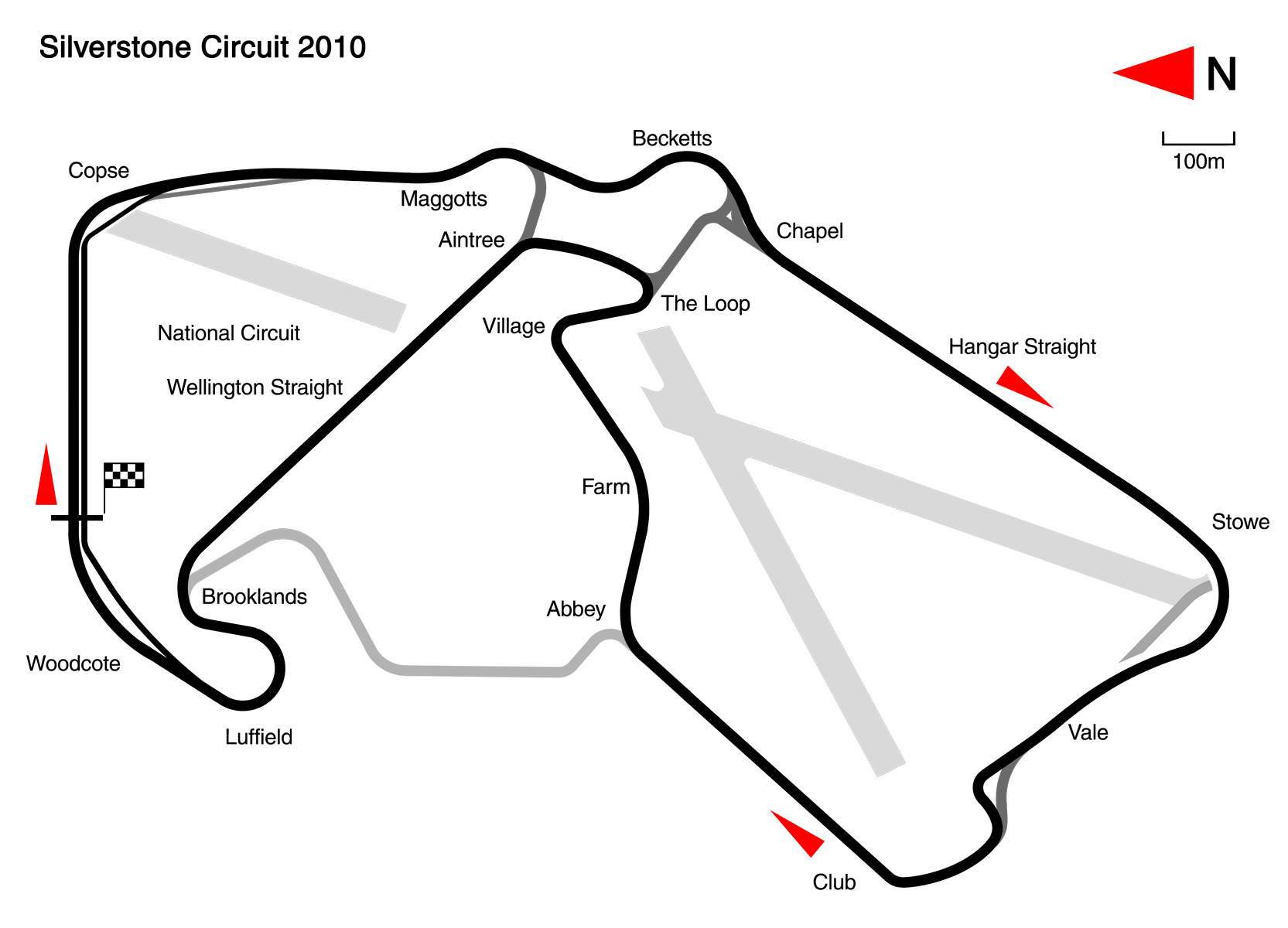
シルバーストン（2010）
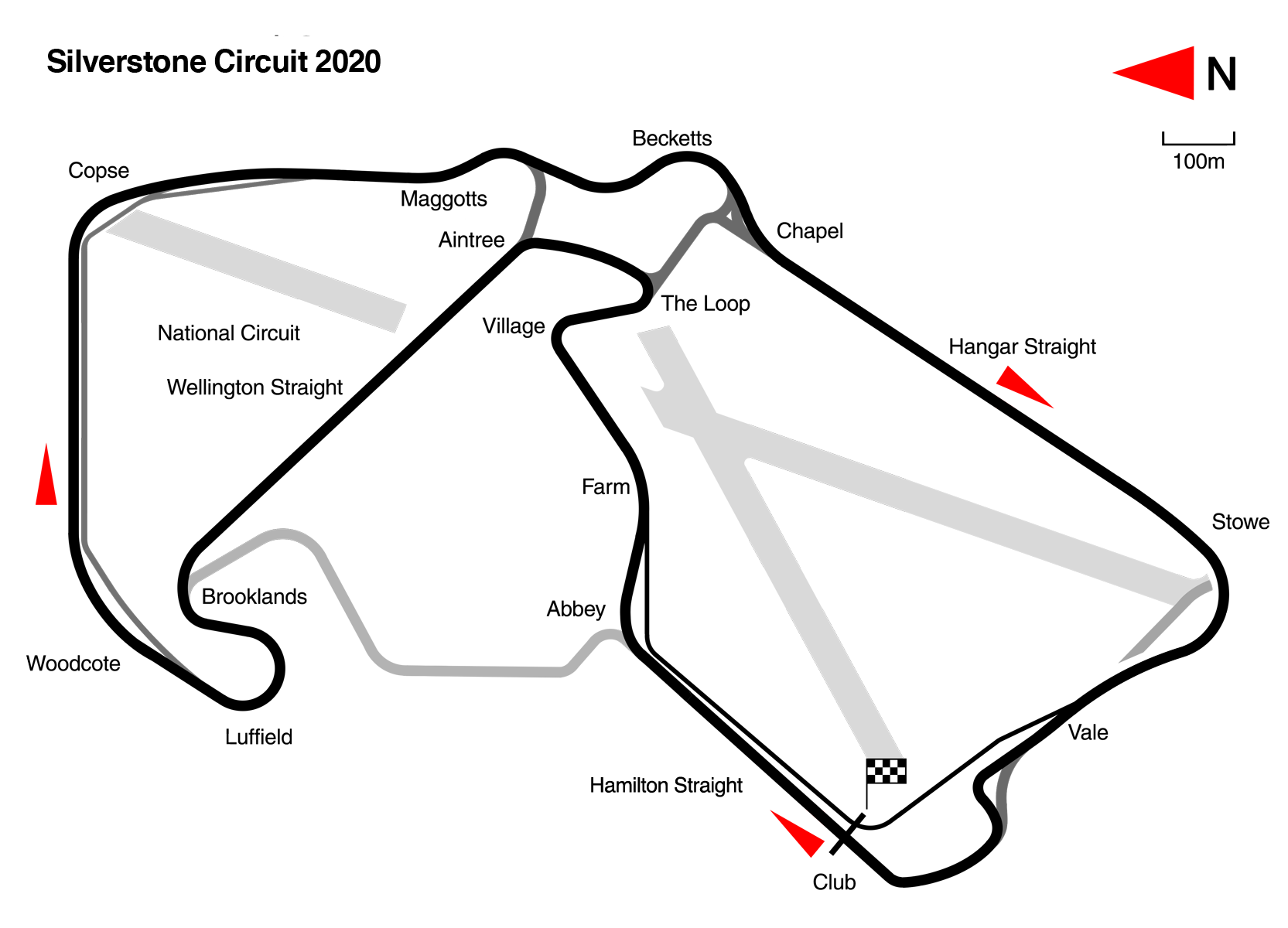
シルバーストン（2011-[注 6]）

## 優勝回数
複数回勝利を挙げた者のみ対象とする。

### ドライバー
| 回数 | ドライバー                     | 優勝年                                               |
| ---- | ------------------------------ | ---------------------------------------------------- |
| 9    | ルイス・ハミルトン             | 2008, 2014, 2015, 2016, 2017, 2019, 2020, 2021, 2024 |
| 5    | ジム・クラーク                 | 1962, 1963, 1964, 1965, 1967                         |
| 5    | アラン・プロスト               | 1983, 1985, 1989, 1990, 1993                         |
| 4    | ナイジェル・マンセル           | 1986, 1987, 1991, 1992                               |
| 3    | ジャック・ブラバム             | 1959, 1960, 1966                                     |
| 3    | ニキ・ラウダ                   | 1976, 1982, 1984                                     |
| 3    | ミハエル・シューマッハ         | 1998, 2002, 2004                                     |
| 2    | ホセ・フロイラン・ゴンザレス   | 1951, 1954                                           |
| 2    | アルベルト・アスカリ           | 1952, 1953                                           |
| 2    | スターリング・モス             | 1955, 19571                                          |
| 2    | ジャッキー・スチュワート       | 1969, 1971                                           |
| 2    | エマーソン・フィッティパルディ | 1972, 1975                                           |
| 2    | ジャック・ヴィルヌーヴ         | 1996, 1997                                           |
| 2    | デビッド・クルサード           | 1999, 2000                                           |
| 2    | フェルナンド・アロンソ         | 2006, 2011                                           |
| 2    | マーク・ウェバー               | 2010, 2012                                           |
| 2    | セバスチャン・ベッテル         | 2009, 2018                                           |

- 太字は2025年のF1世界選手権に参戦中のドライバー。
- ^1 - 1957年のモスはトニー・ブルックスとヴァンウォールをシェアして優勝。

### コンストラクター
| 回数 | コンストラクター | 優勝年 |
| ---- | ---------------- | --- |
| 18   | フェラーリ       | 1951, 1952, 1953, 1954, 1956, 1958, 1961, 1976, 1978, 1990, 1998, 2002, 2003, 2004, 2007, 2011, 2018, 2022 |
| 15   | マクラーレン     | 1973, 1975, 1977, 1981, 1982, 1984, 1985, 1988, 1989, 1999, 2000, 2001, 2005, 2008, 2025                   |
| 10   | ウィリアムズ     | 1979, 1980, 1986, 1987, 1991, 1992, 1993, 1994, 1996, 1997                                                 |
| 10   | メルセデス       | 1955, 2013, 2014, 2015, 2016, 2017, 2019, 2020, 2021, 2024                                                 |
| 8    | ロータス         | 1962, 1963, 1964, 1965, 1967, 1968, 1970, 1972                                                             |
| 4    | レッドブル       | 2009, 2010, 2012, 2023                                                                                     |
| 2    | ドラージュ       | 1926, 1927                                                                                                 |
| 2    | マセラティ       | 1948, 1949                                                                                                 |
| 2    | クーパー         | 1959, 1960                                                                                                 |
| 2    | ティレル         | 1971, 1974                                                                                                 |
| 2    | ルノー           | 1983, 2006                                                                                                 |

- 太字は2025年のF1世界選手権に参戦中のコンストラクター。
- ピンク地はF1世界選手権以外で開催された年。
- グリーン地は第二次世界大戦前に行われていた世界マニュファクチャラーズ選手権（英語版）[注 2]の一戦として開催された年。

### エンジン
| 回数 | メーカー       | 優勝年 |
| ---- | -------------- | --- |
| 18   | フェラーリ     | 1951, 1952, 1953, 1954, 1956, 1958, 1961, 1976, 1978, 1990, 1998, 2002, 2003, 2004, 2007, 2011, 2018, 2022 |
| 16   | メルセデス     | 1955, 1999, 2000, 2001, 2005, 2008, 2013, 2014, 2015, 2016, 2017, 2019, 2020, 2021, 2024, 2025             |
| 14   | フォード       | 1967, 1968, 1969, 1970, 1971, 1972, 1973, 1974, 1975, 1977, 1979, 1980, 1981, 1982                         |
| 12   | ルノー         | 1983, 1991, 1992, 1993, 1994, 1995, 1996, 1997, 2006, 2009, 2010, 2012                                     |
| 6    | クライマックス | 1959, 1960, 1962, 1963, 1964, 1965                                                                         |
| 4    | ホンダ         | 1986, 1987, 1988, 1989                                                                                     |
| 2    | ドラージュ     | 1926, 1927                                                                                                 |
| 2    | マセラティ     | 1948, 1949                                                                                                 |
| 2    | TAG            | 1984, 1985                                                                                                 |

- 太字は2025年のF1世界選手権に参戦中のメーカー。
- ピンク地はF1世界選手権以外で開催された年。
- グリーン地は第二次世界大戦前に行われていた世界マニュファクチャラーズ選手権（英語版）[注 2]の一戦として開催された年。

1. ↑  1999-2005年はイルモアが製造。
2. ↑  コスワースが製造。
3. ↑  2022-2025年にホンダ・レーシング(HRC)が製造しているRBPT及びホンダ・RBPTと記録は別扱い。
4. ↑  ポルシェが製造。

## 冠スポンサー
- 王立自動車クラブ (1950-1970年、1995-1999年)
- JPS (1972-1978年)
- マールボロ (1979-1985年)
- シェル (1986-1989年)
- フォスターズ・ビール (1990-1993年、2000-2006年)
- 日立（1994年）
- サンタンデール (2007-2014年)
- ロレックス (2017-2019年)
- ピレリ (2020-2021年)[19][20]
- レノボ (2022年)[21]
- アラムコ (2023年)[22]
- カタール航空 (2024年-2025年)[23][24]

## イギリスグランプリ以外のF1レース
イギリス内で実施されながら、別の名称が付与されたレースがある。1国で年内に2回の開催を行ったが、1国1開催の原則等の理由でヨーロッパGPという名称が付与された。また、2020年は70周年記念GPとして2回目の開催が行われた。

### ヨーロッパグランプリ
ブランズ・ハッチ開催
1983年と1985年に開催。シルバーストンにイギリスGPの名が付けられたため、ブランズ・ハッチで開催されたレースはヨーロッパGPの名が冠せられた。1983年はブラバム・BMWのネルソン・ピケ、1985年はウィリアムズ・ホンダのナイジェル・マンセルが優勝した。
ドニントン・パーク開催
1993年に1回のみ開催。2輪の世界選手権でよく使用されている、ドニントン・パークで開催された。マクラーレン・フォードのアイルトン・セナが優勝した。

### 70周年記念グランプリ
2020年にシルバーストンで開催。この年は新型コロナウイルスの感染拡大により開催スケジュールの見直しを余儀なくされ、その過程によりシルバーストンでの2週連続開催が決定した。1週目は本来の名称である「イギリスグランプリ」だが、2週目はF1世界選手権最初のレース（1950年イギリスグランプリ）がシルバーストンで開催されて以来70周年を迎えたことから「70周年記念グランプリ」の名称が付けられた。

#### 70周年記念グランプリの結果
| 年   | 決勝日 | ラウンド | サーキット     | 勝者                       | コンストラクター  | 結果 |
| ---- | ------ | -------- | -------------- | -------------------------- | ----------------- | ---- |
| 2020 | 8月9日 | 5        | シルバーストン | マックス・フェルスタッペン | レッドブル-ホンダ | 詳細 |